# Mincio
Mincio (latinsko Mincius, starogrško Minchios, Μίγχιος) je reka v deželi Lombardija v severni Italiji.
Reka je glavni iztok Gardskega jezera. Je del rečnega sistema Sarca–Mincio, ki vključuje reko Sarca in jezero Garda. Začne se na jugovzhodnem koncu jezera v mestu Peschiera del Garda in se nato po približno 65 kilometrih mimo Mantove v kraju Governolo izliva v reko Pad. Zanjo so značilna nihanja vodotoka, pogosto poplavlja spomladi in jeseni, pozimi ima malo vode.
Pri Mantovi se je reka Mincio razširila v poznem 12. stoletju in nastala so tri (prvotno štiri) jezera, ki so obrobljala robove starega mesta. Prvotna naselbina, ki je nastala okoli leta 2000 pr. n. št., je bila na otoku v reki Mincio.
Nekdanji spodnji tok reke Mincio je tekel v Jadransko morje v bližini Adrie do preloma pri Cucci leta 589, približno po toku reke, zdaj znan pod imenom Beli kanal (Canal Bianco); do takrat je vodna pot tekla od morja do jezera.
Leta 452 je blizu te reke Hun Atila sprejel poslanike zahodnorimskega cesarja Valentinijana III. Rimsko delegacijo je vodil papež Leon I. Po tem srečanju se je Atila umaknil iz Italije.
Reka, bogata z vodo, je naravna obrambna črta, okrepljena z obrambno črto ob Adiži. Zgrajen je bil znamenit avstrijski trdnjavski četverokotnik (Peschiera–Mantova–Verona–Legnago), kjer so se odvijale številne bitke (Castiglione 1796, Goito in Governolo 1848, Solferino in San Martino 1859, Custozza 1848 in Custozza 1866). Avstrija se je borila pod geslom "Nemčija se brani na Minciu".